# XVI Festival Internacional de la Canción de Viña del Mar
El XVI Festival de la Canción de Viña del Mar, o simplemente Festival de Viña del Mar 1975, se realizó del 12 al 17 de febrero de 1975 en el anfiteatro de la Quinta Vergara, en Viña del Mar, Chile. Fue transmitido por Televisión Nacional de Chile y animado por César Antonio Santis, Juan La Rivera, Gabriel Muñoz, Nelson Hoffman Cochot, Javier Miranda Munizaga, y Rubén del Castillo.

## Curiosidades
- Existió un cuestionamiento a la eternización de Santis a cargo de la animación del Festival, por lo que se introdujo la modalidad de un animador distinto cada día, para someterlos a prueba, quedando Santis a cargo de la noche final.
- La actuación de Sandro fue el primer registro a colores de la televisión chilena, y también se presentó para la clausura del Festival, causando furor y la locura de sus fanáticas.

## Artistas invitados
- Sandro
- Manolo Galván
- Emilio José
- Julio Iglesias
- Roberto Carlos
- Los Caporales
- Conjunto Malibú
- Coco Legrand
- Maitén Montenegro
- Tony Stevens
- Julio Bernardo Euson
- Héctor Jaramillo

## Competencia Internacional
- 1.er lugar:  Grecia, Love song (Pos, pes mou pos), de Hilias Asbastopoulos, Kostas Karagiannopoulos, interpretada por Elpida.
- 2.° lugar:  Francia, Un enfant peut-être, de Michel Jourdan, Caravelli y Romuald, interpretada por Anne-Marie Godart.
- 3.er lugar:  Corea del Sur, Isleta desierta, de Lee Bong-Jo, interpretada por Jung Hoon-Hee.
- Mejor intérprete: Paolo Salvatore,  Chile.